# Nereis octentaculata
Nereis octentaculata är en ringmaskart som beskrevs av Montagu 1804. Nereis octentaculata ingår i släktet Nereis och familjen Nereididae. Inga underarter finns listade i Catalogue of Life.